# Награды Умалатовой

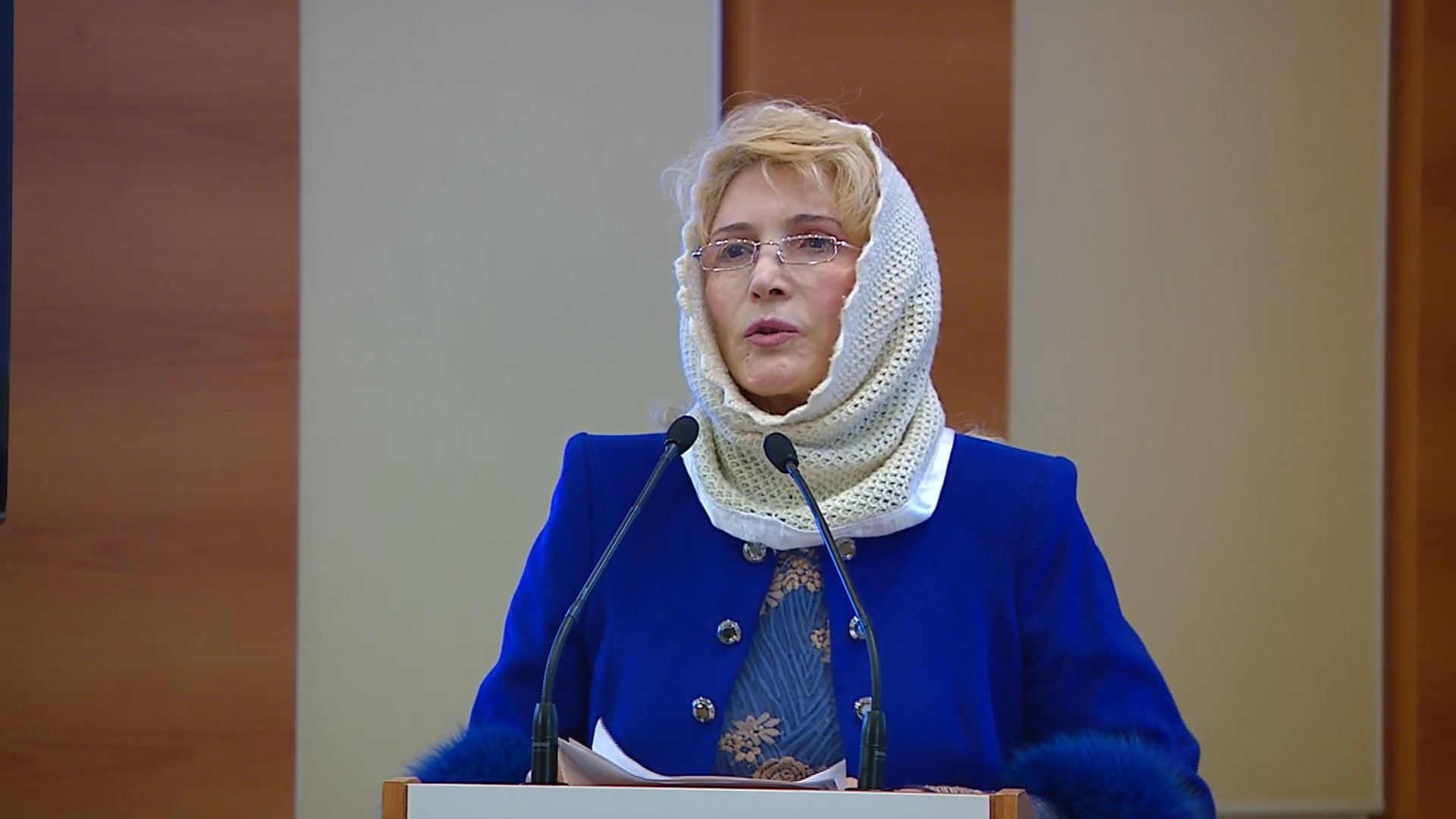
Сажи Умалатова, 2019 г.

Наградная деятельность незарегистрированной общественно-политической организации Постоянный Президиум Съезда народных депутатов СССР началась вскоре после распада Советского Союза. Выданные этой организацией награды не имеют официального правового статуса, их не следует путать с государственными наградами — орденами и медалями Советского Союза. В публицистике и в среде фалеристов в отношении этих наград используется выражение «награды Умалатовой» или «умалатовские награждения» по фамилии председателя организации и заведующей наградным комитетом Сажи Зайндиновны Умалатовой.
В первую категорию наград Умалатовой входит ряд советских наград, присвоенных после распада СССР, не приравниваемых по своему статусу к государственным, в отличие от советских наград, присвоенных до принятия декларации о прекращении существования СССР 26 декабря 1991 года. Кроме высших советских степеней отличия, в данную категорию входят присвоения советских офицерских и генеральских воинских званий. До конца 1999 года награждения орденами и медалями СССР производились за счёт запасов этих наград, сохранившихся на монетных дворах. Когда ордена, медали и знаки советской чеканки закончились, ППСНД СССР начал чеканить их копии из недрагоценных металлов. Печатались также наградные документы нового образца — удостоверения к медалям и орденские книжки с гербом СССР и надписью на обложке: «Союз Советских Социалистических Республик». Среди известных награждённых-иностранцев можно упомянуть генерального секретаря Трудовой партии Кореи Ким Чен Ира, который был награждён Орденом Октябрьской революции.
Во вторую категорию входит совокупность общественных наград — орденов и медалей, учреждённых непосредственно самим Постоянным Президиумом Съезда народных депутатов СССР — которыми награждаются граждане Российской Федерации и иностранцы «За заслуги перед Советской Родиной». Среди награждённых не только граждане СНГ, но и французские лётчики из полка «Нормандия-Неман», ветераны войны из Югославии, США, Болгарии, а также все бывшие партийные и государственные деятели стран социалистического содружества: Ливии, Сирии, Анголы.
Награждения Постоянным Президиумом Съезда народных депутатов СССР осуществлялись параллельно с наградной деятельностью, ведущейся от имени Президента РФ. С данными наградами также связан ряд скандалов, получивших широкое освещение в русскоязычной прессе и обсуждавшихся в ветеранской среде. В разное время в прессе циркулировали самые различные слухи и сплетни, вплоть до того, что сообщалось, будто бы Умалатова безвозмездно рассылала награды мешками и трёхлитровыми банками. Другие слухи, напротив, приписывали Умалатовой торговлю орденами и медалями. Назывались цены за наиболее престижные ордена, публиковались фото документов о награждениях — с печатью и подписью Умалатовой, в которые надо было вписать нужную фамилию. Высказывались мнения о том, что наградная деятельность ППСНД была целенаправленной диверсией с целью подрыва престижа Вооружённых сил СССР, а затем — России, и обесценивания советских боевых орденов и медалей. В ветеранской среде сложилось неоднозначное отношение как к наградной практике, подменяющей собой российскую наградную систему, так и к ношению данных наград кавалерами высших государственных наград. Высказывались противоположные мнения и оценки, как о недопустимости присвоения наградных функций общественной организацией (данная, беспрецедентная, на тот момент, практика, в дальнейшем послужила примером для многих других общественных организаций, учредивших свои ордена и медали), и «разбазаривания» наград, что по мнению многих ветеранов нивелирует ценность действительных советских наград, так и положительные отзывы, в части продолжения организацией традиций советской наградной системы, «восстановления исторической справедливости». Организации левого толка, также разделились в своих взглядах на практику награждения: от призывов игнорировать данные награждения и считать их недействительными до заявлений в поддержку. По итогам рассмотрения многочисленных обращений граждан и общественных организаций, учитывая очевидное видимое сходство некоторых наград с советскими государственными наградами, Генеральной прокуратурой РФ был официально запрещена практика награждения общественными наградами — орденами и медалями, имеющими какое-либо внешнее сходство с государственными, или приравненными к государственным.
Помимо собственно награждений и возвращения званий и наград лицам, их лишённым, Постоянный Президиум Съезда народных депутатов СССР занимался также лишением советских наград и почётных званий тех из бывших советских граждан, которые по мнению членов президиума «предали интересы советского народа» тем или иным образом. Так, например, званий народных артистов СССР были «лишены» Михаил Ульянов и Марк Захаров. Как награждения советскими наградами почётными званиями, произведённые организацией, так и случаи их лишения, были в дальнейшем признаны нелегитимными.
Введённую ППСНД СССР практику альтернативного награждения впоследствии переняли множество других государственных структур, как федерального (ведомственные награды), так и регионального уровня (региональные награды), а также общественные и религиозные организации. Наградная деятельность некоторых из них была прекращена правоохранительными органами в принудительном порядке.

## Предпосылки возникновения альтернативной наградной системы в Российской Федерации
В данном случае слово «альтернативная» употребляется в историческом контексте, потому как на тот момент это была единственная существующая наградная система — наградной системы Российской Федерации тогда ещё попросту не существовало. Говоря о скандалах, связанных с данной наградной практикой, а также о её критике в прессе, следует уточнить что данные настроения стали появляться в газетных статьях лишь через несколько лет, в конце 1990-х гг. А тогда, в первые пост-перестроечные годы, никакой критики данных наград из рядов пострадавших от реформ новой власти ветеранов, не поступало. Напротив, в их среде были очень сильны про-советские настроения и начинание Умалатовой, на первых порах, получило весьма широкую поддержку в обществе. В значительной мере тому способствовал характер наградной деятельности ППСНД, претендующий на официальную процедуру. Поначалу решения наградного комитета облекались в официальную форму, а награждения проходили в торжественной обстановке, и имели многие признаки присвоения государственных наград, в частности: помимо собственных решений о награждении, часть решений наградного комитета принималась по итогам рассмотрения присланных писем — наградных представлений; решения о награждении публиковались в центральных печатных изданиях социалистической оппозиции, как в советское время в газете «Правда»; награждения в регионах часто осуществлялись из рук высокопоставленных чиновников — представителей действующей российской власти. Авторитет наград из рук председателя ППСНД поднимало также и то, что официальные российские награды новой власти были доступны в свободной продаже, что было немыслимо в советское время. Так, Почётную Грамоту от президента Российской Федерации Б. Н. Ельцина можно было купить за 3 тыс. долларов, пишет доктор исторических наук Виктор Исаев о своём расследовании массовых случаев наградного жульничества в нач. 1990-х гг. Подполковник Сергей Тютюнник в своей статье для журнала «Огонёк» отмечает, что в России по сей день существует государственная неразбериха в области наград, в которой ордена бывшего Союза до сих пор являются более авторитетными, по сравнению с современными российскими наградами.
Как поясняет кандидат философских наук, старший научный сотрудник Института социологии РАН Александр Малинкин, неоспорим тот факт, что многие заслуженные ветераны войны и труда с радостью принимали награды ППСНД и при этом подчас отказывались от государственных наград РФ. Их мотивацию этого отказа достаточно ясно выразил Иван Шашвиашвили: «В феврале 1995 года была учреждена медаль „50 лет Победы советского народа над фашистской Германией“ [имеется в виду медаль ППСНД]. Она учреждена по многочисленным просьбам ветеранов Великой Отечественной войны, которые не стали принимать юбилейную медаль к этой славной дате из рук убийц советского народа». Этот отказ ветеранов принимать награды РФ, по мнению Малинкина, не просто упрямство. Его следует понимать как выражение верности тем идеалам и ценностям, на которых был основан СССР, и одновременно — как защиту собственных чести и достоинства от посягательств на них новой власти, по убеждению многих ветеранов, нелегитимной..
На протяжении периода правления Бориса Ельцина наградная деятельность Умалатовой даже ставилась в упрёк другим деятелям российской оппозиции за то, что те не поддержали её начинания. Так, например, Владимир Бушин упрекал лидера КПРФ Геннадия Зюганова в том, что он проявил малодушие и не поддержал «благородного начинания патриотов» в их борьбе против «гнусной ельцинской власти с её лицемерной и фальшивой побрякушкой» (имеется в виду медаль «Защитнику свободной России»). По мнению Бушина, надо было изо всех сил, всеми возможными средствами это поддерживать, ведь именно такие конкретные дела, — уверен Бушин, — запоминаются людям, поднимают дух (к слову, КПРФ, до определённого момента (пока ЦК КПРФ не было принято решение выпускать свои собственные награды), организованно закупала у Умалатовой медали: райкомы составляли списки награждаемых, Центральный комитет выдавал на это деньги. Затем, в присутствии членов первичной организации, награды вручались награждаемым. Однако, по словам Алексея Зверева, в данной схеме имелось слишком много посредников и просто не могло обойтись без наградных махинаций со стороны тех или иных низовых звеньев).
Этому во многом также способствовал закрепившийся за Сажи Умалатовой статус неформального советского лидера. Умалатова вела активную общественно-политическую деятельность: В 1990 году она поставила на съезде вопрос об отставке М. С. Горбачёва с поста президента, в 1991 г. призывала рабочих Грозненского машиностроительного завода «Красный молот» поддержать ГКЧП, критиковала Б. Н. Ельцина когда тот занял президентский пост. С 1991 года Умалатова принимала активное участие во многих оппозиционных администрации Ельцина акциях, и имела репутацию пламенного борца с партократами. «Мисс СССР», — такой имидж, по словам Александра Проханова, сопровождал Умалатову в начале 1990-х гг.. Нельзя не упомянуть, что рядовых получателей наград сбивало с толку также и то, что Сажи Умалатова, формально представлявшая Съезд народных депутатов СССР, часто публично заявляла, что этот орган всё ещё легитимен и действует. Мало того, сама Умалатова в то время была абсолютно убеждена, что Советский Союз вскоре будет восстановлен, — пишет Олег Мороз. Как отмечает в «Новых известиях» журналист Рустем Фаляхов, вручая награды СССР, Умалатова всегда верила, что советская власть скоро вернётся, а после прихода к власти Владимира Путина, она и её сторонники укрепились во мнении, что эти времена уже наступают.
Под председательством Умалатовой ППСНД бросил вызов режиму Б. Н. Ельцина, возобновив награждения знаками с символикой государства, прекратившего своё существование. Смелость Умалатовой, граничившая с дерзостью, объяснялась не только её незаурядными личностными качествами. Были и объективные факторы. С одной стороны, в силу юридического казуса ППСНД формально не утратил наградных полномочий. С другой стороны, официальные власти РФ, вместо того чтобы решить казус и прекратить альтернативную наградную деятельность, «не замечали» её на протяжении по меньшей мере восьми лет. В результате на фоне безвластия провоцировалась имитация двоевластия. Сегодня есть соблазн выдать бездействие ельцинского режима за образцовую демократическую толерантность, сделав из нужды добродетель. Однако вряд ли такое истолкование будет корректным.
По словам Николая Зеньковича, образ советской Жанны д’Арк — Умалатовой сложился после 17 декабря 1990 года. Тогда, на IV Съезде народных депутатов СССР, она потребовала от М. С. Горбачёва добровольно сложить с себя полномочия Президента СССР и уйти в отставку. Особенно это импонировало радикальным оппозиционным политикам и военным, находящимся в опале. Так, после того как Умалатова буквально за руку сама лично вывела Александра Руцкого и Руслана Хасбулатова, по которым поступил приказ А. В. Коржакова «пустить в расход», из горящего Белом Дома в 1993 г. (кроме спасения Руцкого с Хасбулатовым от неминуемого расстрела, Умалатова также вынесла из обстреливаемого Белого Дома печать «Постоянного Президиума съезда народных депутатов СССР», которая очень ей пригодилось в дальнейшем). Спустя некоторое время, Р. И. Хасбулатов, выступая на митинге в Нальчике, говорил о тех событиях следующее: «Я там одного мужчину встретил, это — Сажи Умалатова». А генерал армии В. И. Варенников вспоминал в своих мемуарах, что во всей Коммунистической партии «не нашлось ни одного мужика», чтобы открыто развенчать М. С. Горбачёва на съезде в 1991 г. Впрочем, тот же Валентин Варенников, через пятнадцать с лишним лет, уже будучи первым заместителем председателя Комитета Госдумы по делам ветеранов, в 2007 году, первым на официальном уровне поднял проблему Героев-самозванцев. В своём интервью одной из газет он высказался о том, что лидер российской политической Партии мира и единства Сажи Умалатова якобы самозванно присваивает военнослужащим Российской Федерации звания Героя Российской Федерации и раздаёт другие почётные награды: «Я об этом президенту лично докладывал, и он при мне тогдашнему министру юстиции Юрию Чайке звонил. Тот её вызывал разбираться, после чего Сажи вроде притихла. А сейчас опять начала вручать Звёзды Героев, присваивать генеральские звания. Как военнослужащим, увы, не существующего уже Советского Союза», — сказал тогда Варенников. Умалатова в ответ выдвинула встречный иск о защите чести и достоинства. В итоге генерал армии Варенников судебный процесс проиграл.

## Награждение высшими советскими степенями отличия после 26 декабря 1991 года
Собрав в подмосковном совхозе Вороново 17 марта 1992 года собрание народных депутатов СССР («6-й Съезд народных депутатов СССР», на котором присутствовали менее 10 % из общего числа народных депутатов СССР) делегаты решили, что СССР не распался и будет существовать дальше. Свой орган власти они назвали «Постоянным Президиумом Съезда народных депутатов СССР». Как вспоминает Виктор Анпилов, ни до, ни после оппозиции не удавалось вывести столько людей на улицы, сколько их вышло 17 марта 1992 года. На момент подписания заявления Оргкомитета по созыву Съезда народных депутатов Сажи Умалатова не входила и не поддерживала ни одну из существовавших на тот момент коммунистических партий или движений: ни ВКП(б), ни РКРП, ни «Трудовую Россию», не говоря уже про восстановленную КПРФ. Поэтому после «съезда» в рядах оппозиции режиму реставраторов капитализма начались дробление и борьба за лидерство. Председателем «Постоянного Президиума» избрали Сажи Умалатову, ответственным секретарём — народного депутата РСФСР Ивана Шашвиашвили. Членами «ППСНД» были избраны Виктор Алкснис, Альберт Макашов, Александр Крайко и другие. В отличие от своих коллег, претендовавших на статус правонаследников высшей советской власти, самопровозглашенный Президиум во главе с Умалатовой практически не занимался правотворчеством и изданием нормативных актов по вопросам государственного управления (как «Верховный Совет СССР» Александра Козлобаева), не особо занимался идеологической работой в массах (как «Союз граждан СССР» Татьяны Хабаровой) и не занимался вербовкой молодёжи в партизаны (как «Реввоенсовет» Игоря Губкина), зато обильно раздавал почётные звания и награды. В 1994 году «Постоянный Президиум съезда народных депутатов СССР», не имея реальной власти, возобновил награждение граждан Российской Федерации, Украины и других стран СНГ орденами и медалями СССР и присвоение почётных званий СССР, например, «Народный артист СССР». «ППСНД» присваивал и высшие степени отличия СССР — звания Героя Советского Союза и Героя Социалистического Труда, а также воинские звания, вплоть до Генерала армии офицерам запаса. С началом наградной деятельности ППСНД, в Москву в массовом порядке потянулись делегированные представители региональных ветеранских и общественно-политических организаций. Организатор выпуска серии ветеранских мемуаров «Я дрался…» Артём Драбкин, так отзывался о деятельности председателя ППСНД: «Сажи Умалатова у нас хоть генералиссимуса присвоит». И когда, после отказа Альберта Макашова, лидирующая роль «упала» в руки Умалатовой, по мнению Виктора Анпилова, надо было предвидеть, что долго вне партии она не протянет. Люди ждали от «Съезда народных депутатов» восстановления органов государственной власти СССР и призыва к вооружённой защите этой власти. Не имевший кворума вороновский «Съезд», как убеждён Анпилов, не сумел ответить чаяниям народа, а массовые награждения орденами и раздача генеральских погон противопоставляли офицеров запаса действующему офицерскому корпусу, что, в конечном итоге, девальвировало советские ордена, включая боевые. Сама Сажи Умалатова по-прежнему держалась вне партий, хотя и принимала участие во всех крупных шествиях и митингах в Москве под Красным Знаменем.
Существует официальное положение Правительства РФ о том, что звание Героя фронтовику в отставке может быть присвоено только в том случае, когда на войне было оформлено представление командования к присвоению этого звания, но по какой-то причине осуществлено не было. Такие случаи, действительно, были. Чтобы исправить допущенные ошибки, нужно получить в архиве копию такого документа, и через десятки лет фронтовик может стать Героем России.
Тов. Захаров Виктор Николаевич. За Ваш геройский подвиг в годы Великой Отечественной войны 1941–1945 гг. Постоянный Президиум съезда народных депутатов СССР своим указом от 21 декабря 1998 г. присвоил Вам звание ГЕРОЯ СОВЕТСКОГО СОЮЗА
Одна из наиболее наглядных и показательных историй награждения ППСНД званием Героя Советского Союза связана с известным разведчиком-фронтовиком Владимиром Карповым, который был награждён званием Героя Советского Союза ещё в июне 1944 года, и получил от ППСНД вторую звезду героя в начале 1990-х. Писатель Юрий Мухин писал о том, что это звание Карпов «или купил у Сажи Умалатовой по сходной цене, или выпросил». Сам В. В. Карпов вспоминал по этому поводу, что после присвоения ему звания дважды Героя, и вручения грамоты и второго удостоверения, а затем Золотой Звезды и публикации в газетах, в обществе Героев Советского Союза к нему подошли со словами о том, что Умалатова не уполномочена проводить награждения после войны. Карпов ответил, что это решение принимала не Умалатова. Первое представление на вторую звезду героя было написано на Карпова в дни войны маршалом А. И. Ерёменко, в то время — командующим Калининским фронтом, затем было второе представление от маршала И. С. Конева. Ветераны парировали: «Да тебя и так все уважают, не носи». И с тех пор Карпов носил только одну звезду, сказав своим боевым товарищам следующее: «Знаете что, мне эта одна досталась тяжело. Буду однажды Героем. Не нравится вам, да Бог с вами, не буду я носить».
К другой категории награждений относится возвращение «ППСНД» званий репрессированным при советской власти и лишённым звания Героя Советского Союза. Так, один из 28 панфиловцев, Иван Добробабин, после войны был осуждён за пособничество оккупантам и долгое время находился в исправительно-трудовых лагерях, лишённый всех наград. Имя его нигде не называлось (его считали погибшим), а в 1960 году официально запретили даже упоминать о нём. На протяжении многих лет московский военный историк Георгий Куманёв хлопотал о реабилитации Добробабина, и в 1993 году добился его реабилитации Верховным судом Украины. А уже после смерти Ивана Евстафьевича (он умер 19 декабря 1996 года), «ППСНД» вернул ему звание Героя Советского Союза.
При этом, в ходе награждения репрессированных случались и курьёзы. Так, легендарный советский лётчик Михаил Девятаев, угнавший в войну самолёт из фашистского плена, от имени «ППСНД» был награждён орденом Сталина. При этом в «ППСНД» забыли, что Девятаев немало натерпелся в сталинские годы (звание Героя Советского Союза он получил лишь в 1957 году) и на награждение в казанском Доме офицеров сам Девятаев не явился.
Примечательно, что Сажи Умалатова продолжала нумерацию Золотых Звёзд после звезды последнего советского Героя Советского Союза Л. М. Солодкова (№ 11664). Так, Золотая Звезда сотрудника ЛИИ имени М. М. Громова Виктора Ивановича Павлова имела номер, переваливший за 12000. Ссылаясь на источник в наградном отделе Президиума Верховного Совета СССР, Андрей Симонов пишет, что в хранилище отдела, в огромных кофрах кучами лежали ордена. То, что большая часть наград до сих пор хранится в запасниках, подтверждает и В. А. Дуров. Администрация Президента РФ, по мнению Симонова, поддерживает популярную версию о том, что награды якобы пошли на переплавку за тем, чтобы не создавать прецедент выдачи наград из запасников. По словам Симонова, чиновникам из Администрации Президента в данном случае «удобнее покривить душой».
За героизм и личное мужество, проявленные в борьбе с немецко-фашистскими оккупантами в годы Великой Отечественной войны, присвоить звание «Герой Советского Союза» (посмертно) БЕРЕСТУ Алексею Прокофьевичу
В 1990-е гг., наградами «ППСНД» активно награждали в других странах СНГ, причём на самом высоком, государственном уровне. Со временем в странах СНГ появилась тенденция «дублировать» награждения Умалатовой национальными высшими степенями отличия. В качестве наиболее наглядного примера можно привести события, последовавшие за награждением «ППСНД» ветеранов, штурмовавших Рейхстаг. 6 мая 1998 года Сажи Умалатова подписала указ о присвоении звания Героя Советского Союза лейтенанту Алексею Бересту — офицеру, который в буквальном смысле пронёс на своих плечах к куполу Рейхстага знаменосцев Михаила Егорова и Мелитона Кантарию. Как и Минин, Берест был представлен к награждению Золотой Звездой Героя Советского Союза «за исключительную отвагу и мужество, проявленную в боях», но награждён был Орденом Красного Знамени. Первое прошение от фронтовиков — восстановить историческую справедливость — было подано к 28-му Дню Победы в 1973 г. С тех пор сменилось много правительств, но ответ не менялся: за один и тот же подвиг дважды не награждают. В канун Дня Победы, 6 мая 2005 года за боевую отвагу в Великой Отечественной войне 1941—1945 годов, личное мужество и героизм, проявленные в Берлинской операции, и водружение Знамени Победы над Рейхстагом, Президент Украины Виктор Ющенко подписал Указ № 753/2005 о присвоении Алексею Бересту звания Героя Украины.
В самой России для противодействия наградной деятельности Умалатовой была введена практика награждения ветеранов званием Героя России и региональными почётными званиями и наградами субъектов Российской Федерации за подвиги, совершённые в советское время. Однако в данной сфере также случались казусы, когда местная власть при награждении почётными званиями и региональными наградами учитывала в своих официальных резолюциях звания Героя Советского Союза и другие награды, полученные ветеранами от «ППСНД». К примеру, в 1997 году пятеро разведчиков под командованием Владимира Макова, первыми водрузившие Знамя Победы над Рейхстагом 30 апреля 1945 года, получили звание Героя Советского Союза от «ППСНД». На тот момент из всей пятёрки в живых был только Михаил Минин, который и получил Золотую Звезду. Факт их подвига был официально подтверждён Институтом военной истории Министерства обороны. Через восемь лет после Умалатовой псковские муниципальные власти, а именно общественная комиссия по рассмотрению заявок на присвоение звания Почётного гражданина Пскова, приняла решение рекомендовать Псковской городской думе присвоить это звание трём псковичам — ветеранам Великой Отечественной войны, среди которых был и Михаил Минин. К званию Почётного гражданина его представлял областной комитет ветеранов войны. В представлении подписанном представителями комитета изложено мнение, что фактически Михаил Минин уже был Героем Советского Союза. Но юридически, никакими льготами, полагающимися Герою Советского Союза, ветеран не пользовался. Как пояснил депутат Псковского областного совета Павел Николаев, Минин действительно был ещё в 1945 году представлялся командованием к званию Героя Советского Союза, но награждён не был. Вместо это ему был вручён Орден Боевого Красного Знамени. Высшая же награда советского государства от Сажи Умалатовой не может быть официально признана. Восстанавливая справедливость, депутаты решили ходатайствовать о присвоении Михаилу Минину звания Героя России за совершённый в годы войны подвиг, однако фронтовик скончался в 2008 году, а ходатайство о присвоении звания Героя России так и осталось без рассмотрения. Как указано в заявлении редакции газеты «Аргументы и факты», Умалатова в данном случае попыталась исправить историческую несправедливость. Частично это сделать удалось, и во всех официальных некрологах Михаил Минин упоминается со званием Героя Советского Союза. По словам секретаря Псковского областного Совета ветеранов войны и труда Николая Горбачёва, даже несмотря на то, что эта награда не имеет официального статуса, Михаил Петрович был достоин её без всяких оговорок: «Понятно, что никакими льготами как Герой Советского Союза он пользоваться не мог. Именно как Герой». Заявление редакции «АиФ» по группе разведчиков, штурмовавших и взявших Рейхстаг, заканчивается словами о том, что Умалатова вряд ли имела право подписывать наградные документы, да и Советского Союза на тот момент уже не существовало: «Но у кого язык повернётся сказать, что эти люди не были героями?»

## Перечень учреждённых наград
Награды ППСНД как бы примыкают к наградной системе СССР, претендуя на её продолжение. Бывали случаи, когда высшие региональные чиновники сами участвовали во вручении наград ППСНД, чем лишь добавляли официальности происходящему. Так, например, заместитель губернатора Челябинской области В. Буравлев 4 ноября 1998 г. вручил группе ветеранов Военно-Морского флота юбилейную медаль «Адмирал флота Советского Союза Н. Г. Кузнецов», учреждённую фондом Кузнецова совместно с ППСНД в честь 100-летия со дня рождения флотоводца. Среди награждённых — бывший и нынешний председатели областного совета ветеранов ВМФ К. Кудрявцев и П. Лисицкий, командир резервного экипажа подводной лодки «Челябинский комсомолец» В. Головашкин, капитан первого ранга в отставке, кандидат исторических наук А. Апрелков, лауреат двух областных комсомольских премий О. Кульдяев. Они и ещё десять ветеранов ВМФ были удостоены этой медали в соответствии с постановлением «постоянного президиума Съезда народных депутатов СССР» от 7 апреля 1998 года, подписанного С. Умалатовой. Член Союза журналистов СССР Анатолий Летягин пишет: «Как хочешь, так и понимай, от кого пришли награды, — то ли от легитимно действующей власти, то ли от подпольного комитета». Благодаря наградной деятельности ППСНД имя Умалатовой стало одним из самых популярных в обществе советских фалеристов. Ситуацию, в которой государственных чиновников награждают орденами новой России, а коммунисты получают советские ордена, писатель Николай Зенькович охарактеризовал следующим образом: «Страна одна, а власти разные».
Как отмечает главный редактор профильного издания «Всемирный коллекционер» Олег Сыромятников, на коллекционном рынке каждый год появляются всё новые и новые удостоверения и медали «Постоянного Президиума Съезда народных депутатов СССР» (Сажи Умалатовой). По информации, имеющейся у Сыромятникова, никакого отношения к Сажи Умалатовой и ППСНД СССР эти предметы уже давно не имеют, — некие дельцы просто фальсифицируют и используют её факсимиле и имя, в то время как сама Умалатова «открестилась» от выпуска медалей ещё в 2004 году, а все медали, выпущенные после этой даты, выпускаются «псевдопрезидиумом» и распространяются исключительно среди коллекционеров. Также они хорошо расходятся среди ветеранов ВОВ, не без помощи «псевдоколлекционеров».
Условные обозначения в списке
 Основные награды, учреждённые Постоянным Президиума Съезда народных депутатов СССР под председательством С. З. Умалатовой;
 Имеются основания считать, что данные награды выпущены без соответствующего решения Постоянного Президиума Съезда народных депутатов СССР.

### Орден Сталина
Орден Сталина был учреждён указом «Постоянного Президиума Съезда народных депутатов СССР» от 4 марта 1998 года. В статуте ордена указано, что им награждаются граждане Советского Союза, «проявившие героизм в борьбе с антинародным режимом», а также граждане, внёсшие вклад в восстановление единого советского пространства, построение социализма, в восстановление промышленного потенциала, сельского хозяйства, в укреплении обороноспособности и безопасности страны, в развитие науки и культуры, в укрепление дружбы между народами. Право на выдвижение кандидатов на награждение предоставляется трудовым коллективам, ветеранским организациям, лево-патриотическим партиям и движениям.
Цвета ленты
Цветовое решение ленты копирует Орден Ленина с незначительной разницей — тонкие полоски внутри жёлтых полей, окаймляющих ленту, не красные в тон основному цвету, как у ленты Ордена Ленина, а чёрные.
Описание ордена
Орден представляет собой знак размером 45×37 мм, изображающий позолоченный портрет-медальон И. В. Сталина в маршальской форме со звездой Героя Социалистического Труда СССР. Портрет помещён в овал, обрамленный золотым венком из колосьев пшеницы. Тёмно-серый эмалевый фон вокруг портрета-медальона гладкий и ограничен золотым ободком с бусами. В верхней части венка — пятиконечная, красной эмали звезда, в нижней части — в пятиугольнике — серп и молот. Венок обвивает красная эмалевая лента с надписью золотыми буквами в нижней части над пятиугольником: «Сталин». Орден изготовлен из серебра с позолотой.

### Орден «Защитнику Советов»
22 сентября 1994 г., к годовщине разгона Съезда народных депутатов и Верховного Совета России, ППСНД была учреждена первая собственная награда — орден «Защитнику Советов» (альтернативное название — орден «Защитнику свободы»), для награждения граждан, проявивших героизм и личное мужество в ходе обороны Верховного Совета РФ в октябре 1993 г. Это — первая из наград, учреждённых ППСНД, она же самая редкая; и именно со злоупотреблениями при награждении данным орденом началось падение авторитета наград ППСНД: изначально этот орден вручался лишь непосредственным защитникам Белого Дома, не по делу он не вручался и в продажу не шёл.
Описание ордена
Орден овальной формы, размером 50×35 мм. Дубовые ветви обвиты красной лентой, за дубовыми листьями вверху спрятан меч-кладенец, под которым развеваются на ветру три знамени: красное знамя коммунистов (Государственный флаг СССР), бело-синее знамя патриотов (Андреевский флаг), имперское знамя монархистов (флаг Российского императорского дома Романовых). На фоне знамён двое защитников Дома Советов: Один из них тяжело ранен (возможно, даже убит) и лежит на руках своего товарища по оружию, который хмуро смотрит вдаль. Под двумя боевыми товарищами вьётся лавровая ветвь. В нижней части красной ленты, надпись на изгибе в виде дат: «22.IX — 4.Х.1993 г.».
Учреждение, выпуск первой партии и дальнейший наградной процесс
Орден вышел ограниченной партией около одной тысячи экземпляров. Вначале Умалатова планировала изготовить до двух тысяч экземпляров ордена и награждать им исключительно погибших, раненых и тех, кто участвовал в конкретных боевых столкновениях. Все наградные знаки выписывались по представлению командиров тех подразделений и групп, которые принимали самое непосредственное участие в боевых действиях по обороне Дома Советов. Сами они решили тогда не получать присвоенных им лично орденов, до тех пор пока награда не найдёт каждого из их подчинённых, сражавшихся в те дни. Командиры получали орден в последнюю очередь. Среди кавалеров ордена были советские офицеры, коммунисты из рабочих дружин, казаки, православные священники, а также мусульмане, участвовавшие в обороне Дома Советов. Поначалу новую награду восприняли с энтузиазмом. Однако с течением времени появились и те, кто был настроен в отношении этого ордена скептически, мотивируя это тем, что за многие годы орден получили десятки и сотни людей, имевших к октябрьским боям в Москве и вообще к защите Советов самое отдалённое отношение. К началу 2000-х гг. больше всего ситуацией с учреждением ордена были недовольны военные. По их мнению, появление боевого ордена у разных политиков или деятелей культуры, многие из которых ни разу не появлялись у Дома Советов, дискредитировало статус ордена, превращает его из боевого в конъюнктурный.
Аналогичные награды других организаций
Через четыре года после учреждения ордена «Защитнику Советов», накануне пятой годовщины событий сентября-октября 1993 года в Москве, Политсовет Фронта национального спасения учредил орден «Октябрьского Восстания». В Статуте ордена отмечено, что «кавалерами Ордена Октябрьского Восстания могут стать граждане Советского Союза и иностранных государств, принимавшие личное и непосредственное участие в защите конституционного строя России».

### Медаль «50 лет Победы советского народа в Великой Отечественной войне 1941—1945 гг.»
7 февраля 1995 г. учреждена первая (альтернативная) юбилейная медаль «Пятьдесят лет Победы советского народа в Великой Отечественной войне 1941—1945 гг.».
Цвета ленты
Лента к медали повторяет цвета Медали «За взятие Берлина» в немного более тёмных тонах.
Описание медали
Эта медаль первоначально изготовлялась из латуни с упрощённым изображением Ордена Победы и предназначалась для награждения участников войны, о чём была соответствующая надпись на оборотной стороне. Позднее медаль изготовлялась в улучшенном качестве с накладным орденом Победы и без надписи «Участнику войны» на обороте.
Положение о награде
В положении о медали было сказано, что ею могут награждаться воины, исполнявшие интернациональный долг, участники поисковых групп, ветераны армии и флота.

### Медаль «55 лет Победы советского народа в Великой Отечественной войне 1941—1945 гг.»
Медаль «55 лет Победы советского народа в Великой Отечественной войне 1941—1945 гг.» была учреждена 18 ноября 1999 г.
Цвета ленты
Лента к медали сочетает в себе традиционные цвета георгиевской ленты, а также чёрную, красную, белую и синюю полоски.
Описание медали
На реверсе медали изображена кульминация Парада Победы в Москве, 24 июня 1945 г. — в руках красноармейцев низвергнутые фашистские знамёна, штандарты гитлеровских дивизий, прижатые своим остриём к брусчатке Красной площади у Ленинского мавзолея. На заднем плане виднеется Кремлёвская стена, по левую сторону возвышается Спасская башня с красной звездой на верхушке, около которой помещена надпись «55 лет».
| Медаль «60 лет победы советского народа в Великой Отечественной войне 1941—1945 гг.» |
| ------------------------------------------------------------------------------------ |
| учреждена: 17 апреля 2005                                                            |
|                                                                                      |
|                                                                                      |

| Медаль «65 лет победы советского народа в Великой Отечественной войне 1941—1945 гг.» |
| ------------------------------------------------------------------------------------ |
| учреждена в 2010 г.                                                                  |
|                                                                                      |
|                                                                                      |

### Медаль «60 лет Победы советского народа в Великой Отечественной войне 1941—1945 гг.»
Медаль «60 лет Победы советского народа в Великой Отечественной войне 1941—1945 гг.» была учреждена 17 апреля 2005 г.
Цвета ленты
Лента к медали сочетает в себе комбинацию жёлтого, красного и зелёного цветов
Описание медали
На реверсе медали изображена сцена из знаменитой фотографии «Комбат», на которой младший политрук А. Г. Ерёменко героически поднимает бойцов в контратаку. Позади фигуры политрука, высоко в небе разлетаются в стороны искры победного салюта 9 мая 1945 г. В левой части медали указаны даты «1945—2005», от которых в разные стороны по окружности тянутся лавровые ветви.

### Медаль «65 лет Победы советского народа в Великой Отечественной войне 1941—1945 гг.»
Медаль «65 лет победы советского народа в Великой Отечественной войне 1941—1945 гг.» учреждена в 2010 г.
Цвета ленты
Лента к медали повторяет то же цветовое решение, что и первая в этой серии, медаль «50 лет Победы советского народа в Великой Отечественной войне 1941—1945 гг.»
Положение о награде
Медали 50, 55, 60 и 65 лет Победы советского народа в Великой Отечественной войне 1941—1945 гг. носятся на левой стороне груди и размещаются поочерёдно по старшинству в указанном порядке.

### Медаль «Маршал Советского Союза Жуков»
Медаль «Маршал Советского Союза Жуков» была учреждена для награждения ветеранов войны и труда, Вооружённых сил, правоохранительных органов, активных участников народно-патриотической деятельности.
Среди известных людей, награждённых данной медалью: Главнокомандующий Сухопутными войсками ВС России В. В. Чиркин, Командующий Тихоокеанским флотом Г. А. Хватов, бывший Министр угольной промышленности СССР М. И. Щадов, Министр обороны Республики Беларусь Ю. В. Жадобин, депутат ГД РФ В. И. Колесников, народный депутат Верховной рады, один из основателей и лидеров депутатской межфракционной группы «ЗУБР» («За союз Украины, Белоруссии, России») П. Б. Баулин, президент Федерации Армейского рукопашного боя России С. Н. Перников, писатель В. И. Белов. Среди награждённых много Героев Советского Союза и Героев России.
Описание медали
На лицевой стороне медали — профильный портрет маршала Г. К. Жукова в маршальской форме с четырьмя звёздами Героя Советского Союза и надпись: «Маршал Советского Союза Жуков». На оборотной стороне надпись: «Великий сын советского народа» и даты «1896-1996», вверху — звезда, внизу — серп и молот, лавровая и дубовая ветви.
Положение о награде
1. Медалью «Маршал Советского Союза Жуков» награждаются ветераны Великой Отечественной войны и труда, ветераны Вооружённых сил и правоохранительных органов СССР, граждане, пережившие блокаду, а также активные участники народно-патриотического движения.
2. Награждение медалью производится на основании Постановления ППСНД от 20 февраля 1997 г.
3. Медаль и удостоверение к ней вручают представители ППСНД или руководители ветеранских организаций, комитетов памяти Маршала Советского Союза Г. К. Жукова, народно-патриотических партий и движений.
4. Медаль носится на левой стороне груди.

| Медаль «80 лет Вооружённых сил СССР» |
| ------------------------------------ |
| учреждена: 10 декабря 1997           |
|                                      |
|                                      |

| Медаль «90 лет Вооружённых сил СССР» |
| ------------------------------------ |
| учреждена: 20 января 2008            |
|                                      |
|                                      |

### Медаль «80 лет Вооружённых сил СССР»
В СССР первая юбилейная военная медаль в честь двадцатилетнего юбилея Красной Армии была учреждена 24 января 1938 г. С тех пор все юбилеи армии, кратные десяти годам, отмечались медалями, последняя из которых была выпущена 28 января 1988 г. к 70-летию Вооружённых сил СССР. В независимой России эта традиция могла быть безвозвратно утеряна, потому как 23 февраля перестало быть Днём рождения армии. В этих условиях ППСНД 10 декабря 1997 г. учредил медаль «80 лет Вооружённых сил СССР», которая стала наиболее востребована, в виду того, что предназначена она для награждения не только ветеранов Вооружённых сил, имеющих солидный стаж службы, но и воинов запаса, прослуживших положенные сроки службы в рядах Вооружённых сил СССР и Российской Федерации.
Среди известных людей, награждённых данной медалью: бывший Командующий ВДВ СССР В. А. Ачалов, Командующий радиотехническими войсками ПВО СССР Г. К. Дубров, Командующий Береговыми войсками ВМФ России И. С. Скуратов, Командующий Балтийским и Северным флотом И. М. Капитанец, Министр обороны Украины А. И. Кузьмук, Министр обороны ПМР С. Г. Хажеев, Начальник Генерального штаба ВС РФ А. В. Квашнин, Начальник Главного штаба ВС ПМР В. И. Атаманюк, Герой Советского Союза А. Е. Слюсарь, Герой России А. В. Маргелов, исполнитель военной песни И. Н. Морозов, игрок московского ЦСКА А. П. Рагулин и другие известные военачальники и публичные персоны.
Описание медали
Сюжет лицевой стороны медали традиционен: на фоне Государственного флага СССР, орудийных стволов и ракет — фигура солдата в шинели и каске с автоматом ППШ на груди, по окружности надпись: «80 лет Вооруженным Силам СССР» и лавровые ветви. На оборотной стороне: вверху — пятиконечная звезда, в центре девиз Вооружённых сил СССР: «За нашу Советскую Родину», справа — лавровая ветвь.

### Медаль «90 лет основания Вооружённых сил СССР»
Медаль «90 лет основания Вооружённых сил СССР» была учреждена 20 января 2008 г.
Цвета ленты
Лента включает в себя тёмно-красный (основа), оранжевый, чёрный, серый и жёлтый цвета.
Описание медали
На аверсе медали изображены слева направо: красный конник с кавалерийской шашкой, краснофлотец с пистолетом-пулемётом Шпагина и советский солдат с автоматом Калашникова, на фоне развевающегося красного знамени. Советские ракеты, танки и самолёты призваны подкрепить военную мощь человеческого потенциала Вооружённых сил СССР. Внизу даты «1918—2008».
Положение о награде
1. Медалью «90 лет основания Вооружённых сил СССР» награждаются ветераны армии и флота, генералы, адмиралы, офицеры, прапорщики, мичманы, старшинский и рядовой состав, несущие службу по защите советской Родины.
2. Награждение медалью производится на основании Постановления ППСНД от 20 января 2008 г.
3. Медаль и удостоверение к ней вручают представители ППСНД или руководители ветеранских организаций, народно-патриотических партий и движений.
4. Медаль носится на левой стороне груди.

### Медаль «85 лет образования СССР»
Медаль «85 лет образования СССР» была учреждена 20 ноября 2007 г.
Цвета ленты
Лента к медали цельно красная под цвет Государственного флага СССР.
Описание медали
Медаль изготавливается из латуни. На аверсе изображён Герб СССР на фоне карты Советского Союза. В нижней части медали полукругом указаны даты «1922—2007». На реверсе надпись в центре медали: «Союз Советских Социалистических Республик». В верхней части медали изображены серп и молот, в нижней — щит с цифрой «85». Под щитом надпись «лет», слева и справа от которой расположены лавровая и дубовая ветви.
Края медали окаймлены бортиком. Все изображения и надписи на медали выпуклые.
Положение о награде
1. Награждение медалью «85 лет образования СССР» производится на основании Постановления ППСНД от 20 ноября 2007 г.
2. Медаль и удостоверение к ней вручают представители ППСНД или руководители ветеранских организаций, народно-патриотических партий и движений.
3. Медаль носится на левой стороне груди .

| Медаль «80 лет ВЛКСМ»      |
| -------------------------- |
| учреждена: 14 октября 1998 |
|                            |
|                            |

| Медаль «90 лет ВЛКСМ»  |
| ---------------------- |
| учреждена: 7 июля 2008 |
|                        |
|                        |

### Медаль «80 лет ВЛКСМ»
Медаль «80 лет ВЛКСМ» была учреждена 14 октября 1998 г.
Цвета ленты
Лента медали практически полностью повторяет таковую у Ордена Ленина — ярко-красная основа с жёлтым окаймлением по бокам.
Описание медали
На аверсе медали изображён распространённый портрет Ленина в профиль на фоне красного знамени — такой же, как и на комсомольских значках. Под знаменем лавровая ветвь и подпись «ВЛКСМ 80 лет». На реверсе медали вверху полукругом изображены награды Всесоюзного ленинского коммунистического союза молодёжи (ВЛКСМ): Три Ордена Ленина, Ордена Боевого и Трудового Красного Знамени, и Орден Октябрьской Революции, под которыми в центре находится надпись «1918—1998», обрамлённая снизу лавровой ветвью.

### Медаль «90 лет Всесоюзному ленинскому коммунистическому союзу молодёжи»
Медаль «90 лет Всесоюзному ленинскому коммунистическому союзу молодёжи» была учреждена 7 июля 2008 г.
Цвета ленты
Лента медали повторяет собой предыдущую медаль «80 лет ВЛКСМ» с добавлением жёлтой полосы посередине, и двух, параллельных ей, тонких полосок белого и светло-голубого цвета.
Описание медали
На аверсе медали изображён миниатюрный портрет Ленина в профиль на фоне красного знамени, под которым в круг собрались трое представителей героической советской молодёжи, слева направо: конармеец в будёновке, космонавт в гермошлеме с надписью «СССР» и студент во френче с взъерошенной шевелюрой, — это трио символизирует собой сразу несколько ролей, которые играло молодое поколение в истории СССР. Этим подразумевается, что оно: защищает страну победившего социализма, покоряет неизведанные рубежи и познаёт неведомое знание. На реверсе пятиконечная звезда (вверху), серп и молот (внизу) и надпись (посередине): «90 лет Всесоюзному ленинскому коммунистическому союзу молодёжи».

### Медаль «80 лет Великой Октябрьской социалистической революции»
В Советском Союзе юбилеи Октябрьской социалистической революции и самого СССР праздновались на широкую ногу, но учреждением медалей не отмечались. Лишь однажды, в 1967 году в честь 50-летия революции был учреждён Орден Октябрьской революции, который занял второе место в ряду советских орденов. 25 сентября 1997 года была учреждена первая юбилейная медаль, посвящённая этому событию — медаль «80 лет Великой Октябрьской Социалистической революции».
Цвета ленты
Лента к медали цельно бордовая.
Описание медали
На аверсе — скульптура Ленина на фоне здания Смольного, ниже, на фоне красных знамён слева-направо по грудь стоят фигуры революционного матроса, солдата и рабочего, по кругу надпись: «Великая Октябрьская Социалистическая революция» и даты: «1917-1997». На реверсе — крейсер «Аврора», вверху — звезда и надпись: «80 лет» с вкомпонованными в цифру «0» серпом и молотом.

### Медаль «90 лет Октябрьской Революции»
Медаль «90 лет Октябрьской Революции» была учреждена в 2006 г.
Цвета ленты
Лента к медали сочетает в себе жёлтый, тёмно-красный и бордовый цвета.
Описание медали
Внешне медаль почти полностью повторяет Орден Октябрьской Революции (крейсер «Аврора» в лучах красной звезды), наложенный на круглую основу, к которой добавлены даты «1917—2007».
| Медаль «80 лет пограничным войскам» |
| ----------------------------------- |
| учреждена: 6 мая 1998               |
|                                     |
|                                     |

| Медаль «90 лет пограничных войск» |
| --------------------------------- |
| учреждена в 2008 г.               |
|                                   |
|                                   |

### Медаль «80 лет пограничным войскам СССР»
Учитывая обращения воинов-пограничников, «Постоянный Президиум Съезда народных депутатов СССР» Постановлением от 6 мая 1998 г. учредил медаль «80 лет пограничным войскам СССР», в Положении о которой говорится, что медалью будут награждаться ветераны пограничной службы: офицеры, прапорщики, сержанты, старшины и рядовые срочной службы, а также военнослужащие, которые несут службу по защите рубежей советской Родины.
Цвета ленты
Лента к медали повторяет цветовое решение Медали «За отличие в охране государственной границы СССР», сочетая в себе алый и зелёный — традиционные цвета Погранвойск КГБ СССР, вместе с жёлтым, голубым и белым цветами, символизирующими надёжную охрану советских водных границ Морскими частями Погранвойск (МЧПВ).
Описание медали
На аверсе медали — вверху герб СССР, в центре — на красном фоне карты СССР профили двух пограничников, по кругу надпись — «80 лет советским пограничным войскам». На реверсе — на фоне горного пейзажа с елями и заснеженными горными вершинами изображение пограничного столба с гербом СССР, по обе стороны которого даты «1918-1998», а по кругу девиз советских погранвойск: «Граница СССР священна и неприкосновенна».

### Медаль «90 лет пограничных войск»
Медаль «90 лет пограничных войск» была учреждена в 2008 г.
Цвета ленты
Лента к медали, как и предыдущая, почти в точности повторяет цветовое решение Медали «За отличие в охране государственной границы СССР».
Описание медали
На переднем плане изображены советский пограничник с автоматом Калашникова, привставший на правое колено. У ноги сидит верный пёс. Позади бойца и его верного друга стоит советский пограничный столб с Гербом СССР. По левую и правую стороны от композиции указаны даты: «1918—2008». На реверсе медали надпись «90 лет пограничных войск». Под надписью лавровая и дубовая ветви, между которыми серп и молот.

### Медаль «Адмирал флота Советского Союза Кузнецов»
По многочисленным просьбам ветеранов войны и воинов-моряков 7 апреля 1998 г. учреждена медаль «Адмирал флота Советского Союза Кузнецов». В Положении сказано, что ею награждаются моряки — ветераны войны, адмиралы, офицеры, мичманы и матросы, а также военнослужащие действительной военной морской службы и сотрудники научного потенциала, связанные с проектированием и созданием военно-морских объектов.
Цвета ленты
Цветовое решение ленты повторяет медаль Нахимова, сочетая в себе голубой и белый цвета.
Описание медали
На лицевой стороне медали накладной медальон, на синем фоне которого портрет адмирала Николая Кузнецова и круговая надпись: «Адмирал флота Советского Союза Н. Г. Кузнецов». Под медальоном якорь с цепью. На оборотной стороне вверху — медаль «Золотая Звезда», в центре надпись: «Главком ВМФ Советского Союза» и даты его руководства советским военно-морским флотом: «1939-1955», под которой изображение корабля, внизу надпись: «Потомству в пример», слева и справа — лавровые ветви.
| Медаль «120 лет со дня рождения И. В. Сталина» |
| ---------------------------------------------- |
| учреждена: 15 августа 1999                     |
|                                                |
|                                                |

| Медаль «130 лет со дня рождения И. В. Сталина» |
| ---------------------------------------------- |
| учреждена: 3 сентября 2009                     |
|                                                |
|                                                |

### Медаль «В ознаменование 120-летия со дня рождения И. В. Сталина»
Указом ППСНД от 15 августа 1999 года была учреждена юбилейная медаль в ознаменование 120-летия со дня рождения Иосифа Виссарионовича Сталина. Положение о юбилейной медали, её описание и образец также учреждены Указом ППСНД от 15 августа 1999 года. В Положении о медали сказано, что ею награждаются граждане СССР, а также иностранные граждане — участники народно-патриотического движения, внёсшие личный вклад «в борьбу с антинародным режимом», против международной экспансии, за восстановление единого советского государства, построение социализма, укрепление дружбы между народами.
Цвета ленты
Лента к медали, как и многие другие награды ППСНД, представляет собой сочетание золотисто-жёлтого и красного цветов.
Описание медали
На аверсе медали, в центре композиции скульптурный портрет (бюст) Генералиссимуса И. В. Сталина в полупрофиль, в парадном мундире, со звездой Героя Советского Союза на груди. Вокруг вождя изображены достижения СССР в период его правления: железнодорожная колея символизирует развитую сеть железнодорожных коммуникаций, опора воздушной линии электропередачи символизирует электрифицированные регионы, плотина символизирует собой развитие станций, использующих энергию водного потока, и, наконец, дымящие трубы позади плотины знаменуют стремительное развитие советской промышленности. На реверсе медали указаны даты «1879—1999».

### Медаль «130 лет со дня рождения И. В. Сталина»
Медаль «130 лет со дня рождения И. В. Сталина» учреждена 3 сентября 2009 г.
Цвета ленты
Лента к медали напоминает цвета Медали «В ознаменование 100-летия со дня рождения Владимира Ильича Ленина» с добавлением серых полос.
Описание медали
На аверсе медали изображён Генералиссимус И. В. Сталин в правый полуанфас (лицо смотрит на зрителя), в парадном мундире, со звездой Героя Советского Союза на груди. На реверсе медали надпись: «130 лет со дня рождения И. В. Сталина», под которой серп и молот, и вокруг (полукруг) которой лавровые ветви.

### Медаль «Ветерану — Интернационалисту»
Постановлением от 16 октября 1998 г. Постоянный Президиум Съезда народных депутатов СССР учредил медаль «Ветерану — Интернационалисту», которой награждаются воины-интернационалисты — военнослужащие и ветераны Вооружённых сил СССР и России, выполнявшие служебные задачи за пределами Родины.
Цвета ленты
Цветовое решение ленты включает в себя семь цветов, в том или ином виде присутствующих на национальных флагах государств, которым в разное время оказывалась военная помощь советскими военнослужащими — среди прочих легко угадываются чёрный, красный и зелёный цвета национального флага Демократической Республики Афганистан.
Описание медали
На аверсе медали изображён автомат Калашникова, как вид оружия, которым велись практически все локальные войны и конфликты второй половины XX века. Под автоматом находятся серп и молот, как символ выполнения награждённым социалистического интернационального долга. И автомат, и серп и молот расположены на фоне упрощённой окружности земного шара с параллелями и меридианами, в знак выполнения воинами-интернационалистами своего долга не просто за пределами Родины, а по всему земному шару. На реверсе медаль по окружности обрамляет надпись: «Участнику национально-освободительного движения», в центре идёт перечисление шести регионов, в которых несли службу советские военнослужащие: Испания (Гражданская война в Испании), Северная Корея (Война в Корее), Куба (Карибский кризис), Ближний Восток (Арабо-израильский конфликт), Вьетнам (Война во Вьетнаме), Афганистан (Война в Афганистане). Перечень начинается пятиконечной звездой — символом Вооружённых сил Советского Союза — и завершается положенными крест-накрест лавровыми ветвями — символом воинской доблести.
| Медаль «70 лет создания Воздушно-десантных войск СССР» |
| ------------------------------------------------------ |
| учреждена: 30 июня 2000                                |
|                                                        |
|                                                        |

### Медаль «70 лет создания Воздушно-десантных войск СССР»
Постановлением от 30 июня 2000 г. «Постоянный Президиум Съезда народных депутатов СССР» учредил медаль «70 лет создания Воздушно-десантных войск СССР», которой награждаются военнослужащие и ветераны Воздушно-десантных войск СССР и России (ВДВ), десантно-штурмовых частей и соединений (ДШВ) и частей специального назначения (СпН ГРУ), а также разведывательно-десантных рот (рдр) разведывательных батальонов механизированных и танковых соединений, десантно-штурмовых рот (дшр) морской пехоты и других компонентов Вооружённых сил СССР и России, чья служба связана с совершением парашютных прыжков; либо гражданские лица, внёсшие существенный вклад в популяризацию среди молодёжи военной службы в целом, и службы в этом роде войск в частности.
Цвета ленты
Цветовое решение ленты включает в себя традиционный тёмно-голубой цвет, а также чёрный и золотой цвета георгиевской ленты.
Описание медали
На аверсе медали изображён в анфас Командующий ВДВ СССР генерал армии В. Ф. Маргелов со звездой Героя Советского Союза на груди, за спиной которого происходит десантирование личного состава парашютным способом — виднеются наполненные воздухом купола парашютов и десантники в их стропах, высыпавшие из чрева самолёта ВТА СССР, удаляющегося за горизонт. На реверсе медали внизу указаны даты «1930—2000», вверху — девиз советских десантников: «Никто кроме нас». Между надписями эмблема ВДВ в виде парашюта и двух летящих самолётов на фоне развёрнутого двуполярного изображения земного шара.

### Медаль «80 лет ВЧК-КГБ»
Для поощрения сотрудников правоохранительных органов и контрразведки 12 августа 1998 г. была учреждена медаль «80 лет ВЧК-КГБ».
Цвета ленты
Цветовое решение ленты к медали повторяет Медаль «За боевые заслуги» с полосками белого и красного цветов, проведёнными посередине.
Описание медали
На аверсе медали изображён в профиль бюст родоначальника советских чекистов Ф. Э. Дзержинского в гимнастёрке. Под портретом подпись «ВЧК 80 КГБ». На реверсе надпись: «Честь совесть советского народа» (Перефразированная фраза: «Партия Ленина—Сталина — ум, честь и совесть советского народа»).
| Медаль «20 лет вывода Советских войск из Афганистана» |
| ----------------------------------------------------- |
| учреждена: 7 сентября 2008                            |
|                                                       |
|                                                       |

### Медаль «20 лет вывода Советских войск из Афганистана»

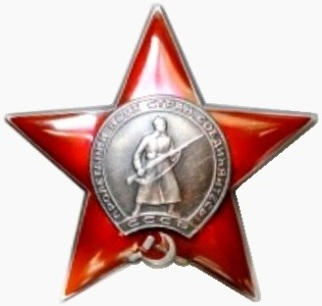
Орден Красной Звезды, с заменой отдельных его элементов, составил основу для композиции медали «20 лет вывода советских войск из Демократической Республики Афганистан»

Медаль «20 лет вывода Советских войск из Афганистана» была учреждена 7 сентября 2008 г. для награждения советских военнослужащих, выполнявших интернациональный долг в Афганистане, во время Войны 1979—1989 гг.
Цвета ленты
Лента медали включает в себя цвета национального флага Демократической Республики Афганистан с одной стороны, и цвета Ордена Красного Знамени с другой.
Описание медали
На аверсе медали находится звезда стилизованная под Орден Красной Звезды, на которой вместо красноармейца с винтовкой изображён военнослужащий Ограниченного контингента советских войск в Афганистане (ОКСВА) с автоматом в руках, на фоне афганских гор. Кроме бойца ОКСВА, на фоне афганского ландшафта различимы верхушки советских ракет (слева) и танк (справа). Афганское небо рассекают два советских истребителя. Под звездой, втиснутой в круг, на которой и запечатлена описываемая картина, расположена надпись «1989—2009». На реверсе медали содержится надпись: «20 лет вывода Советских войск из Афганистана», которую венчают колосья, как символ мирного труда и процветания афганской земли в годы братской помощи от Советского Союза.
Аналогичные награды других организаций
К 20-летию вывода советских войск из Афганистана другие общественные (главным образом, ветеранские) организации и их региональные отделения в России и странах СНГ также учредили свои награды со схожими названиями, стилистикой сюжетов и цветовой гаммой ленты.

### Медаль «50 лет атомной энергетике СССР»
Медаль «50 лет атомной энергетике СССР», посвящённая полувековому юбилею атомной энергетики, учреждена 16 октября 1998 г. В положении о медали определено, что она предназначена для награждения учёных-ядерщиков, военнослужащих и гражданских лиц, работавших на испытательных полигонах, воинов-ракетчиков, личного состава подводных лодок и кораблей с атомными реакторами, работников атомных электростанций, участников ликвидации последствий аварии на Чернобыльской АЭС и других лиц, отнесенных в ведение Министерства атомной энергетики.
Цвета ленты
Лента к медали состоит из двух, одинаковых по ширине полос белого и бледно-жёлтого цвета, которые разделены тонкой чёрной полосой.
Описание медали
На аверсе медали изображён в профиль бюст пионера советского атомного проекта Академика АН СССР И. В. Курчатова. На реверсе — атомный ледокол «50 лет Победы», рассекающий морские волны, на фоне которого изображён знак в виде трёх пересекающихся друг с другом атомных колец и даты «1948—1998» (на 1948 год приходится время запуска первого атомного промышленного реактора «А» комбината № 817, получение первой продукции с атомного реактора, и начало работ по подготовке к испытаниям первой советской атомной бомбы РДС-1).
| Медаль «Участнику ликвидации аварии на Чернобыльской атомной электростанции» |
| ---------------------------------------------------------------------------- |
|                                                                              |

### Медаль «Участнику ликвидации аварии на Чернобыльской атомной электростанции»
Медаль «Участнику ликвидации аварии на Чернобыльской атомной электростанции» предназначена для награждения военнослужащих и гражданских лиц, участвовавших в ликвидации последствий Аварии на Чернобыльской АЭС.
Цвета ленты
Цветовое решение ленты включает в себя зелёный, тёмно-красный и жёлтый цвета.
Описание медали
Внешне медаль представляет собой красный крест из латуни, с позолоченными лучами, расходящимися в стороны от его центра. В центре креста, один в другом, находятся два круга чёрного (внешняя окружность) и голубого цветов (внутренняя). Внутри чёрного круга зависла капля крови на фоне голубого украинского неба, которую рассекли пунктирные линии α-, β- и γ-излучения. Вдоль окружности, по часовой стрелке выведена надпись «Участник ликвидации последствий аварии». В самом низу окружности аббревиатура «ЧАЭС».

## Оценки наградной деятельности ППСНД
Как отмечает один из создателей Центрального военно-морского интернет-портала профессор Игорь Смирнов, есть люди, которые носят награды и звания, присвоенные от имени ППСНД, им это не запрещено, хотя многие считают такие награды и звания незаконными. Как отмечает Геннадий Красухин, с одной стороны, награды ППСНД всерьёз не воспринимались, но, с другой стороны, очень много серьёзных, влиятельных людей их добивалось. По мнению одного из авторов сайта «Герои страны», автора справочников «Герои Советского Союза и Российской Федерации» Андрея Симонова, проблема состоит и в том, что огромное число заслуженных людей соглашается на такие награды. По словам Симонова, это известные фамилии — лётчики, разведчики, писатели, имеющие и настоящие награды.
Писатель, член Союза журналистов Украины, народный депутат Украины второго созыва Сергей Аксёненко уверен, что раздача очередных званий негосударственными структурами является совершенно неоправданным новшеством. Когда после распада СССР часть депутатов последнего союзного парламента во главе с Сажи Умалатовой создали постоянно действующую структуру — ППСНД — это было вполне логично. Безотносительно к политическим симпатиям и антипатиям, но в ликвидации последнего советского парламента, по убеждению Аксёненко, было множество нестыковок. Можно понять логику, когда структура, возглавляемая Умалатовой, присвоила звания Героев Соцтруда или очередные воинские заслуженным людям, которые по чисто техническим причинам не успели получить эти звания в СССР. Но когда звания полились потоком, то структура Умалатовой, по словам Аксёненко, превратилась в наградной клуб. А затем награждения потеряли вообще какую-либо логику, когда звания начали присваивать общественные организации типа Союзов офицеров. Наряду с офицерскими званиями девальвировали в СССР неразрывно связанные с ними ордена и медали. Во время Гражданской войны Орден Красного Знамени вручался настолько редко, что ценился чуть ли не выше, чем звание Героя Советского Союза во время Великой Отечественной войны. И такой орден в Гражданскую войну получали как высшую награду, а в Великую Отечественную он хоть и был в почёте, но был уже далеко не первым. А при Л. И. Брежневе, когда Героями Советского Союза и соцтруда стали делать чиновников высокого ранга, девальвация начала затрагивать и эти звания, а вместе с ними и высший советский орден — Орден Ленина. Девальвация советских наград замерла на мёртвой точке после смерти Брежнева, в разгар войны в Афганистане, и в связи с распадом СССР не успела дойти до своего логического конца.
Существует и крайне отрицательное отношение к практике альтернативной наградной системы. Так, по словам военного корреспондента полковника Виктора Баранца, ему было противно, что существовала некая совершенно посторонняя организация, которая раздавала и звёзды Героев Советского Союза, и ордена, а потом дело дошло до того, что сама эта организация учредила собственные ордена, и грамоты, и даже воинские звания. Самое обидное, по мнению Баранца, то, что эта организация существовала не в подполье, а совершенно официально: «Эти люди существовали на поверхности, они везде размахивали своими ксивами, они получали разрешение лечиться в лучших военных госпиталях России и, тем не менее, им никто на хвост не наступал». Некоторые гневно писали о том, что Умалатова награждала, наплевав на мораль и совесть. Об этом, в частности, пишет в «Литературной газете» фронтовик Александр Миронов, согласно которому Умалатова награждала орденом своих единомышленников, ни сном ни духом не нюхавших фронта по причине младенческого возраста. По мнению члена Союза журналистов РФ, полковника в отставке Александра Боднара, деятельность организации Умалатовой противоречит всякой логике, в том числе и исторической, и наносит государству не только моральный, но и материальный ущерб. «Попробуй по звезде отличи, где настоящий Герой, а где фальшивый», — возмущается Боднар. В трактовке российских законодательных органов приобретение этих орденов и медалей не является преступлением. Носить их не рекомендуется, но не более того. Действия ППСНД, как отмечает журналист Артём Акопян, заключались в основном в том, что воинские звания и государственные советские награды раздавались направо и налево. Как пишет Акопян, любой офицер, выгнанный за разгильдяйство из вооружённых сил, спившийся милиционер и прочая подобная публика, которой было наполнено патриотическое движение, могла при желании дорасти до генеральских чинов, стать несколько раз героями Советского Союза, полными кавалерами всех возможных наград.
Примечательно, что Эдуард Лимонов, критикующий подобную практику и называющий Умалатову «психоженщиной, раздающей советские награды» от имени «невидимой и неслышимой партии», сам для респектабельности привлекал к участию в своих политических мероприятиях пенсионеров с непонятно откуда полученными орденами.
По мнению обозревателя газеты «Аргументы и факты» Андрея Сурова, ситуацию с наградами ППСНД можно считать апогеем наградной разносортицы. Никем не узаконенные награды этого альтернативного политического органа раздавались, по мнению Сурова, направо и налево. Наиболее известные среди них: уникальные в своём роде орден Сталина, медаль Сталина, орден 90 лет революции, выполненный в форме знаменитого, введённого ещё в 1967 году ордена Октябрьской революции. Аналогии понятны. Среди «умалатовских» знаков отличия и более политически «нейтральные»: 50 лет советскому атомному флоту, 80 лет пограничной службе. «Всё равно приятно, что скрывать», — подытоживает Суров свои рассуждения.
Высказывались предположения о том, что за наградной деятельностью ППСНД и якобы имевшей место торговлей наградами стоит более глобальная цель — подрыв престижа вооружённых защитников Родины и обесценивание советских боевых орденов и медалей. Данное утверждение можно встретить, например, в газете «Дуэль» у А. Н. Лезина. Он пишет, что за наградной практикой ППСНД стоят крупные специалисты по подрывной деятельности. Сознавая то, как гордятся своими боевыми наградами ветераны войны, и учитывая тот факт, что к наградам представляют людей больше, чем попадает в списки награждённых, была организована продажа советских орденов и медалей. По мнению Лезина, Сажи Умалатова и занималась этим сомнительным бизнесом и в этом ей помогал Союз офицеров запаса. В ответ на слова Лезина там же на страницах «Дуэли» выступил Александр Бланк. По словам Бланка, попытки повесить вину в торговле наградами на Сажи Умалатову — это попытки задним числом прикрыть собственную трусость, малодушие и невмешательство, проявленные в ходе распада СССР. Бланк утверждает, что А. Лезин попросту лжёт, когда заявляет, что Умалатова «организовала продажу советских орденов и медалей». Бланк обосновывает свои слова следующим образом: во-первых, акцию по продлению действия советской наградной системы устроила не лично Умалатова, а коллективный орган — Постоянный Президиум Съезда Народных Депутатов СССР, сформированный неподчинившимися диктату Ельцина депутатами от всех пятнадцати союзных республик, а не только от Чечено-Ингушской АССР, которую представляла Умалатова. ППСНД, на тот момент являлся органом представительным и вполне легитимным. Во-вторых, награждение советскими орденами и медалями, учреждёнными до 1992 г. (при этом не всеми, а только из числа тех наград, которые были исключены Б. Н. Ельциным из списка наград Российской Федерации), составляло крайне незначительную количественно часть наградной деятельности ППСНД. Подавляющее большинство награждений ППСНД осуществил вновь учреждёнными наградами через те же ветеранские организации. Здесь, по мнению Бланка, уместно произвести сравнение наградной деятельности Умалатовой с «юбилейной канонадой» брежневского периода. Учреждение ряда юбилейных наград при Л. И. Брежневе, по убеждению Бланка, стало разрушительным явлением для сложившейся за несколько десятилетий большевистской наградной системы, а учреждение юбилейных медалей ППСНД — нет. Объяснение этому простое: принципиально изменилась политическая обстановка в стране. К 1993 г. большевистская наградная система уже была подорвана, юридически её тогда уже не существовало, а награждения ППСНД были попыткой реанимировать её, продлить ей жизнь, сохранить в народе ощущение существования СССР. Чему свидетельствуют и неоднократные заявления Умалатовой: «Мы возродим союзное государство!». При этом, немаловажно, по мнению Бланка, что ППСНД не только награждал, но и лишал наград и почётных званий СССР некоторых деятелей, перешедших в ряды сторонников Ельцина, что также являлось попыткой сохранить советскую наградную систему и престиж советских наград. Вполне возможно, — справедливости ради отмечает Бланк, — что в наградной деятельности ППСНД в чём-то были и ошибки, но ведь у этого органа, в отличие от настоящего Президиума Верховного Совета советского времени, нет собственных штатов, он мог опираться только на военных историков и ветеранские организации.
По мнению Игоря Владимирова, всю наградную деятельность ППСНД можно было бы расценить как историко-политический курьёз, и не более того.
В то же время, существует и другая позиция по этому вопросу, от сдержанных комментариев до полной поддержки деятельности Умалатовой и возглавляемой ею организации. Русский публицист и политик Валерий Скурлатов, руководитель «Российского Народного Фронта» и его преемницы «Партии Возрождения» заявил в поддержку Умалатовой что знает её на протяжении долгого времени и высоко ценит её благородство: «Она до конца билась за сохранение Советского Союза и продолжает отстаивать его историческое достоинство». По итогам девятой годовщины обороны Дома Советов в 2002 г., командир добровольческого полка, сражавшегося с проельцинскими силами, Александр Брежнев отмечал, что за девять лет отношение к самому подвигу изменилось, но Орден «Защитнику свободы», по словам Брежнева, для защитников Дома Советов по-прежнему свят — память о погибших не притупилась. Как убеждён Брежнев, это подтверждает высокий авторитет самой награды — за прошедшее время вокруг ордена сформировался героический ореол и о его создании стали ходить самые настоящие легенды. Историк и журналист Владимир Карман не отрицает бытующего в народе убеждения, что Сажи Умалатова не имела права подписывать наградные документы: «Но у кого язык повернётся сказать, что эти люди не достойны высокой награды? Подвиг не перестаёт быть подвигом от того, что не проштампован соответствующей печатью бланк, дающий право её владельцу официально называться героем».
Как отмечает старший преподаватель Университета «Дубна» Александр Злобин, в годы застоя Леонид Ильич Брежнев стал частым героем анекдотов за количество своих регалий. А Умалатова, геройски награждая самых правоверных коммунистов, имела на то право и спрос.
Как отмечает А. Малинкин, медаль ППСНД «50 лет Победы советского народа в Великой Отечественной войне 1941—1945 гг.» существенно отличается по наградной символике от государственной юбилейной медали РФ «1945-1995. 50 лет победы советского народа в Великой Отечественной войне 1941—1945», а медаль «Маршал Советского Союза Жуков» ППСНД — от государственной медали Жукова. Тем не менее, такие параллели не случайны и не являются результатом недоразумения. Умалатова неоднократно заявляла, что режим Ельцина не имел морального права учреждать награды для ветеранов, поскольку Ельцин и его команда, по глубокому убеждению Умалатовой и её соратников, развалили СССР, втоптали в грязь коммунистические идеалы и ценности, уничтожили завоевания социализма, довели до обнищания большую часть населения страны. Таким образом, каждая награда ППСНД — это реставрация советского прошлого в символической форме, а все вместе они — попытка консолидировать вокруг ППСНД непримиримую оппозицию. Альтернативные награды ППСНД можно интерпретировать как спор этой части оппозиции с существующим режимом в политическом пространстве посредством символики наградных знаков. Так, после провала ГКЧП была учреждена медаль «Защитнику свободной России», в ответ к годовщине расстрела Верховного Совета был учреждён номерной орден «Защитнику Советов». В ответ на разоблачения преступлений сталинского режима ППСНД учреждает орден Сталина. Вдобавок к ордену учреждается медаль «За доблестный труд в Великой Отечественной войне 1941—1945 гг.», на которой также изображён Сталин, и другая юбилейная медаль «120 лет И. В. Сталину». Эту реконструкцию, по словам Малинкина, можно продолжить по поводу каждой альтернативной награды. Сам факт существования и деятельность ППСНД под председательством Сажи Умалатовой являются ярким примером контрпатриотизма, основанного на ностальгии по СССР и ресентименте по отношению к нынешнему режиму, который можно коротко охарактеризовать как «псевдотрадиционное сознание». Трагедия заключалась в том, что многие ветераны войны и труда СССР действительно не могли принимать награды «новой» России. Умалатова не придумала эту трагедию, а лишь солидарно её прочувствовала, — убеждён Малинкин, — орденами и медалями ППСНД награждены десятки тысяч российских граждан. Они не только с радостью приняли их, но и с гордостью их носят. Иногда — вместе с наградами РФ. Некоторые ветераны стали обращаться в Минюст и Генпрокуратуру за разъяснениями, полагая, что деятельность ППСНД дискредитирует советскую наградную систему и ведёт к обесцениванию наград, выданных во времена СССР. В результате в апреле 2002 г. Минюст РФ направил представление в Генпрокуратуру с просьбой принять меры. Минюст РФ сообщил, что самопровозглашенный Постоянный президиум съезда народных депутатов СССР является «незарегистрированной общественной организацией». Умалатова была предупреждена о недопустимости дальнейшей наградной деятельности ППСНД. Как отмечает Малинкин, есть основания считать, что новые ордена и медали ППСНД соответствуют критериям подлинных наград, но лишь отчасти. Они воспринимались ветеранами как благодарность за верность идеалам социализма, сохраняли в символической форме их честь и достоинство, повышали самооценку. Вместе с тем неадекватная практика награждений дискредитировала их, а заодно и всю наградную систему СССР. При всем своём ностальгическом утопизме, деятельность ППСНД не была лишена общественного значения. Тем не менее сам факт существования в Российской Федерации на протяжении десяти лет альтернативной наградной системы нельзя признать нормальным, — заключает Малинкин.
Ответить на вопрос, являются ли ордена и медали ППСНД наградами в полном смысле слова и чем они отличаются от значков, которые продаются в магазинах на выбор, по мнению А. Малинкина, можно лишь предварительно исследовав практику награждений. Ведь мало учредить награду — не менее, если не более, важно другое: кто, кого и как награждает. Обычно ветеранов награждали по представлению ветеранских организаций всех уровней, а также по личному усмотрению председателя ППСНД. За орденские знаки и медали необходимо было уплатить сумму, соответствующую стоимости их изготовления. Стали циркулировать слухи, будто Умалатова и её окружение делают бизнес на наградах.

## Слухи о торговле наградами ППСНД
Первые сомнения в статусе наград ППСНД возникли тогда, когда за орденские знаки и медали Сажи необходимо было уплатить сумму, соответствующую стоимости их изготовления. Стали циркулировать слухи, будто Умалатова и её окружение делают бизнес на наградах. Некоторые ветераны стали обращаться в Минюст и Генпрокуратуру России за разъяснениями, полагая, что деятельность ППСНД дискредитирует советскую наградную систему и ведёт к обесцениванию наград, выданных во времена СССР. В результате в апреле 2002 года Минюст РФ направил представление в Генпрокуратуру с просьбой принять меры. Умалатова была предупреждена о недопустимости дальнейшей наградной деятельности ППСНД. После этого Сажи сначала дистанцировалась от коммунистического движения в России, а потом, в декабре 1996 года, основала свою собственную Российскую политическую Партию мира и единства. Партия Умалатовой участвовала и в выборах в Госдуму РФ, набрав менее 0,5 % голосов.
Как пишет генерал армии Анатолий Куликов, с орденами, которые на протяжении ряда лет выдавала Сажи Умалатова, было связано немало скандалов. Наградной конвейер, по мнению Куликова, стал хорошим бизнесом. Ордена от Сажи Умалатовой не стыдятся надевать даже очень известные люди, многие до сих пор не стесняются украшать свои парадные мундиры наградами ППСНД. В газете «Коммерсантъ», со ссылкой на ИТАР-ТАСС сообщалось, что Пермский областной комитет Коммунистической партии Российской Федерации занимался продажей за 50 рублей орденов Отечественной войны 2-й степени людям, которые никогда не участвовали в войне и даже не работали в то время в тылу. Вместе с орденом вручалось удостоверение о награждении от имени «президиума Съезда народных депутатов СССР», подписанное Сажи Умалатовой.
По утверждению корреспондента ВГТРК Бориса Соболева, Умалатова присвоила известной целительнице Джуне звания Героев Советского Союза и Социалистического Труда. Сама Умалатова это отрицает и подала иск к телекомпании. В свою очередь Соболев в беседе с корреспондентом «Московского Комсомольца» заявил, что получил доступ к архиву Джуны и лично видел оспариваемые документы за подписью Умалатовой.
Лидер Российского Союза ветеранов Афганистана, первый заместитель председателя Комитета Госдумы по делам ветеранов, член президиума генерального совета «Единой России» Франц Клинцевич заявил, что Умалатова за деньги продаёт ордена и высшие степени отличия СССР. По словам Клинцевича, это — гнусное, абсолютно непорядочное дело. ППСНД является далеко не единственной организацией, чьи награды доступны в свободной продаже. Например, многие организации, как общественные, так и государственные не обошли вниманием вывод советских войск из Афганистана и изготовили по этому поводу собственные юбилейные медали. Среди них — медаль ППСНД «20 лет вывода Советских войск из Афганистана», которая была выпущена в соответствии с указом «Президиума Съезда народных депутатов СССР» от 7 сентября 2008 года. Корреспонденту газеты «Коммерсантъ» Фёдору Максимову путём простого поиска по сайту zasluga.ru удалось найти в свободной продаже ещё как минимум пять медалей, посвящённых 20-летию вывода войск из Афганистана. В их числе медаль от КПРФ, медаль Комитета по делам воинов-интернационалистов при Совете глав Правительств СНГ с печатью и подписью Руслана Аушева и главную награду руководимого Клинцевичем РСВА — медаль «За заслуги» вместе с удостоверением, подписанным Борисом Громовым и скреплённым печатью организации, в которое осталось внести фамилию.
Ситуацию с продажей медалей в интервью газете «Труд» прояснил заместитель председателя королёвского совета ветеранов Иван Воронин. Он заявил, что сторонники ППСНД не признают того, что Советского Союза уже нет, и продолжают как бы «жить» в ней. Через эту организацию становились Героями Советского Союза, получали ордена Ленина и Сталина, причём награды все — настоящие, выпущенные Гознаком по старым образцам. Разумеется, всё это делается не бесплатно. Многие, как подчеркнул Воронин, очень дорожат возможностью получить такую награду.
Корреспонденты «Вечерней Москвы» обратились к Умалатовой с просьбой прояснить ситуацию с «ряжеными» ветеранами. Вот как прокомментировала ситуацию сама Сажи Умалатова: «Конечно, я не одобряю такое поведение — надевать чужие погоны и награды — это подло. Подло и эти награды продавать — сейчас ведь любой орден можно приобрести хотя бы через интернет». На вопрос, приходилось ли ей самой с этим сталкиваться, Умалатова ответила следующее: «Наша организация [ППСНД] изготавливала награды для ветеранов войны — это была некоммерческая деятельность, мы хотели сделать людям приятное. Позже мы прекратили этим заниматься — но даже сейчас мне попадаются объявления о покупке-продаже наших орденов! Я помню, ради интереса, пробовала сделать заказ — и мне вполне оперативно прислали прейскурант».
По причине отсутствия государственного регулирования оборота данных наград, многие из встречавшихся в продаже наград ППСНД и наградные документы к ним являлись поддельными, то есть не относящимися непосредственно к наградной деятельности Постоянного Президиума Съезда народных депутатов СССР.

## Дальнейшее развитие альтернативной и официальной наградной системы в Российской Федерации
Награды ППСНД стали первыми общественными наградами на постсоветском пространстве. По мнению журналиста Константина Лыкова, это — отдельная, долгая и достаточно интересная тема для разговора. Вкратце, можно сказать, что именно они стали основой всего огромного пласта негосударственной фалеристики, который существует сегодня в России. Возникли даже не десятки, а сотни «фирм-наградителей», которые перевели на ордена тонны золота и фальшивых бриллиантов, — пишет обозреватель «Комсомольской правды» Владимир Ворсобин, — в конце концов бесконечные «человеки года», «лучшие менеджеры», премии «За вклад в конкурентоспособность» и тому подобные — бизнес уже традиционный.
Деятельность некоторых организаций находится под пристальным вниманием со стороны правоохранительных и контрольно-надзорных органов. Так, в поле зрения Генеральной прокуратуры попали Академия проблем безопасности, обороны и правопорядка и Национальный комитет общественных наград, которые, как сообщалось на официальном сайте ведомства: «Незаконно используют символы и атрибуты госвласти, выпуская в общей сложности 73 вида орденов, медалей, нагрудных знаков, а также дипломов и аттестатов о присвоении учёных степеней идентичных государственным наградам и документам». Совместная проверка ведомства с Федеральной службой безопасности, Министерством юстиции и Геральдическим советом при президенте России показала, что Академия проблем безопасности, обороны и правопорядка нигде не указывает, что является общественной организацией, и столь громким названием «создаёт видимость государственного статуса». Наконец, Генпрокуратура указывает, что в обеих организациях утвердили даже воинские звания и обмундирование, аналогичные званиям и форме военнослужащих Российской Федерации. Всё это, по мнению сотрудников прокуратуры, «создаёт условия для коррупционных проявлений и дискредитирует государственную власть».
Другая самопровозглашённая общественная организация «Верховный Совет СССР» 24 августа 2008 года издала постановление «О дискредитации советских государственных наград», в котором гневно осудила саму практику подобных награждений. Согласно тексту резолюции, они осуществлялись за деньги и были поставлены на поток, став по сути своей коммерческим проектом. Однако, по мнению делегатов сессии самопровозглашенного ВС СССР, проблема заключается в том, что данное начинание подхватили другие: компартии, союзы, общественные организации. В ход пошли «орден Ленина», «орден Сталина», различные медали, возведение пенсионеров в ранги генералов, адмиралов, маршалов, присвоения за деньги званий Героя Советского Союза, Героя социалистического труда. Как отмечается в постановлении: доходило до курьёзов. Председателя Совета СКП—КПСС Олега Шенина по случаю 50-летнего юбилея награждают «орденом Сталина», а через две недели его исключают из КПРФ «За развал работы». Согласно с принятым на сессии решением, награждающие не имеют законных конституционных прав для награждения граждан, легитимная советская власть, при условии её восстановления, никогда не признает их фальшивые награды, звания и дипломы, а сама наградная процедура и созданный вокруг неё шум, дискредитирует советскую геральдику, а награждённых выставляет в неприглядном виде. На основании чего самопровозглашённый «Верховный Совет СССР» постановил: Практику незаконных награждений с использованием советской геральдики признать дискредитирующей советские государственные награды и тех граждан СССР, которые заслуженно награждёны за военные или трудовые подвиги, а наградную практику партий, общественных организаций, использующих советские государственные награды, а также присвоение воинских, дипломатических, гражданских званий, дипломов, грамот и прочих наград признать недопустимыми.

## Правовой статус наград
В настоящее время самопровозглашенный так называемый Президиум Съезда народных депутатов СССР и его Председатель С. Умалатова производят вручение юбилейных медалей «Маршал Советского Союза Жуков», «50 лет Победы над фашистской Германией», «80 лет Великой Октябрьской Революции» и удостоверений к ним ветеранам войны и труда, ветеранам Вооруженных Сил и правоохранительных органов, гражданам, перенесшим блокаду, активным участникам народно — патриотической деятельности и другим гражданам. Отдельные газетные публикации свидетельствуют также о присвоении этим Президиумом звания Героя Социалистического Труда с вручением ордена Ленина и золотой медали «Серп и Молот», награждении другими наградами.
Эти награды и удостоверения к ним имеют внешнее сходство с государственными наградами СССР и Российской Федерации, хотя таковыми не являются.
Учитывая изложенное, удостоверения к медалям и другим наградам, заверенные печатью Постоянного президиума Съезда народных депутатов СССР и подписью его Председателя С. Умалатовой, не могут быть приняты во внимание при решении вопроса о присвоении звания «Ветеран труда».
По законам Российской Федерации, изготовление государственных наград вправе осуществлять только два монетных двора Гознака — Московский и Петербургский. При этом создать клише под орден может любой машиностроительный завод, а изготовить по нему орден — дело ещё проще. У Умалатовой долгое время был контракт с Московским монетным двором на изготовление и поставку орденов и медалей ППСНД. По этому поводу, в порядке работы по жалобам граждан, в Президиум к Умалатовой приехала государственная комиссия, по результатам проведённой проверки было сделано предписание Московскому монетному двору расторгнуть договор с Умалатовой. Тем временем Умалатова заключила договор с Петербургским монетным двором, и наградной процесс продолжился. По словам доцента кафедры истории и культуры УлГТУ М. Н. Вязьмитинова, награды, учреждённые Сажи Умалатовой, стали интересным явлением в российской общественно-политической жизни. Политические «шатания» Умалатовой, по мнению Вязьмитинова, сказались и на регалиях, ею учреждённых. Среди знаков и медалей есть символы чисто коммунистические, нейтральные (памятные) и юбилейные. Награды С. Умалатовой вызвали неоднозначную реакцию в обществе. Ветераны, как правило, принимали эти знаки скорее в знак протеста против не всегда объективного пересмотра достижений советского времени, изменения взгляда на ход военных действий в Великой Отечественной войне, резко критической оценки деятельности Сталина. Были люди, которые отрицательно относились к умалатовским наградам, так как считали что их выдают без разбора и тем, кто их не достоин. Некоторые ветераны даже подавали иски в суды и уведомляли прокуратуру о том, что с награждённых требовали денег — так решили окупить расходы на производство доморощенных орденов и медалей, не рассчитав, что в советское время награды вручались бесплатно.
По словам начальника Управления Президента Российской Федерации по государственным наградам Нины Сивовой, сотрудники Управления не раз обращались в прокуратуру по поводу наградной деятельности Умалатовой, поскольку та, по мнению Сивовой, своей деятельностью наносила государству морально-политический и экономический ущерб. Выдавая не только награду, но и документ к ней, внешне очень похожий на подлинный, она тем самым создала ситуацию, при которой награждённые приходят в отделения Социального обеспечения и требуют льгот. Дошло до того, что Министерству труда пришлось даже сделать специальную пометку в перечне наград, имея которые, человек может рассчитывать на льготы: «Кроме наград, выданных Умалатовой».
9 мая 2002 года на встрече с Владимиром Путиным ветераны Великой Отечественной войны пожаловались на наградную деятельность Умалатовой президенту. По их мнению, Умалатова раздавала направо и налево государственные награды уже несуществующей страны: «Мы их кровью заслужили, а сейчас любая шваль их носит и нас дискредитирует». Президент пообещал разобраться. За полгода до этой встречи Федеральная служба безопасности уже начала проверку по факту незаконного ношения госнаград и военной формы академиками российского отделения Международной академии наук по проблемам национальной безопасности (МАН ПНБ).
17 апреля 2002 г. Министерство юстиции Российской Федерации направило представление в Генпрокуратуру с просьбой принять меры прокурорского реагирования на действия лидера Российской политической Партии мира и единства Сажи Умалатовой. В пресс-службе Минюста сообщили, что в министерство поступают обращения граждан в связи с наградной деятельностью ППСНД, в связи с тем, что Умалатова «учредила и выдаёт ордена и медали с символикой бывшего СССР». Умалатова была предупреждена о недопустимости учреждения и изготовления знаков, имеющих внешнее сходство с государственными наградами Российской Федерации, РСФСР, СССР, в связи со вступлением в силу 1 июля 2002 года Кодекса Российской Федерации об административных правонарушениях, который предусматривает административную ответственность за такого рода деятельность. В разных газетах появилась информация о том, что Умалатовой грозят серьёзные неприятности. Начальник отдела административного законодательства Минюста Вениамин Гаршин заявил в интервью газете «Труд», что в случае неповиновения закону Умалатовой грозит наказание сразу по двум статьям Уголовного кодекса Российской Федерации, предусматривающим различные санкции — от штрафов до кратковременного лишения свободы. Однако, как выяснилось, министерство ограничилось неофициальным письмом рекомендательного характера. В центре общественных связей Минюста информацию о вынесении предупреждения прокомментировали следующим образом: «Мы работаем с обращениями граждан, которые касаются деятельности партий, и сейчас были вынуждены дать разъяснение, что с 1 июля вводится ответственность за учреждение незаконных наград. Умалатовой было направлено неофициальное письмо, которое предупреждением не является и носит исключительно рекомендательный характер». Никаких последствий в итоге для Умалатовой не наступило, и наградная деятельность в дальнейшем с успехом продолжалась, так, в 2005 г. была учреждена медаль «60 лет победы советского народа в Великой Отечественной войне 1941—1945 гг.». Отсутствие уголовных дел против Умалатовой объясняется тем, что её награды отличаются от официальных по дизайну.
Сам статус наград, выданных ППСНД, как советских, так и учреждённых самой организацией, не даёт их владельцам каких-либо юридических преимуществ перед владельцами другой негосударственной фалеристики. Высшие степени отличия СССР Звания Героя Советского Союза и Героя Социалистического труда, выданные Сажи Умалатовой, не являются государственными наградами. Награждённые С. Умалатовой юридически не имеют прав на льготы. Гражданско-правовые последствия для лиц, пытающихся получить те или иные льготы, или как-либо по-иному воспользоваться наградами ППСНД в личных корыстных целях, начинаются, как правило, после публикаций в средствах массовой информации. Так, после публикации в калининградской областной газете статьи «Депутат Рэмбо» — биографии депутата Калининградской областной думы Андрея Смирнова, законно награждённого наградами ППСНД и незаконно присвоившего себе чужие советские ордена, Российский Союз ветеранов Афганистана выступил с ультимативным обращением к руководству области. После этого Смирнова вызвал к себе председатель думы Александр Ярошук. По окончании беседы Смирнов написал заявление о досрочном сложении депутатских полномочий.
По словам Андрея Симонова, Умалатова была убеждена, что Советский Союз продолжает существовать, и, пользуясь тем, что до 1989 года все указы о награждениях были подписаны председателем Президиума Верховного Совета СССР, она присваивала несуществующие де-юре звания Героев Советского Союза и Социалистического Труда, воинские и почётные звания. К ответственности, как отмечает Симонов, привлечь за это практически невозможно, так как присваиваются звания не Российской Федерации, а несуществующего Советского Союза. Тем не менее, можно привлечь к уголовной ответственности за мошенничество тех, кто благодаря таким наградам, получили какие-либо льготы. Как отмечает автор ряда статей и книг о Великой Отечественной войне Максим Токарев, с точки зрения правоприменения статьи 17.11 Кодекса Российской Федерации об административных правонарушениях проблема видится в том, что статья не предусматривает никакой ответственности за ношение «знаков, имеющих схожее название или внешнее сходство с государственными наградами СССР, РСФСР, Российской Федерации». То есть, если человека уличают в том, что он носит чужую государственную награду, изготовленную на Московском монетном дворе, имеющую заводской №, зарегистрированную в базах данных наградного отдела Верховного Совета СССР, Центрального архива Министерства обороны в Подольске и других архивных инстанциях, то он подлежит наказанию. Если человек носит изготовленную неустановленным производителем не из благородных металлов Звезду Героя Советского Союза, которую ему вручила «незарегистрированная общественная организация» (это определение Минюста России от 2002 года) — к которым относится и Постоянный президиум народных депутатов СССР во главе с Сажи Умалатовой, то, в соответствии со ст. 17.11.2 КоАП за это можно наказать лишь изготовителей награды и тех, кто её вручил, но отнюдь не человека, который носит эти награды на лацкане.

## Комментарии
1. ↑  Сергей Петрович Тютюнник — кавалер ордена Мужества, медали «За отвагу» и ещё десятка советских, российских и афганских государственных наград, является военным обозревателем ряда периодических изданий.
2. ↑  Игорь Александрович Смирнов также является автором книг «Голоса ветеранов», «Бюрократия и мы» и других произведений на ветеранскую тематику.
3. ↑  Виктор Николаевич Баранец является военным обозревателем ряда газет, в том числе «Комсомольской правды».
4. ↑  Александр Миронов, кавалер Ордена Отечественной войны (1944), проживает в Санкт-Петербурге.
5. ↑  Александр Николаевич Боднар — участник Парада Победы 24 июня 1945 года в Москве.
6. ↑  Полк был сформирован 23-24 сентября 1993 года, после соответствующего постановления Съезда народных депутатов России, против которого выступил Ельцин. Согласно постановлению, полк был создан для обеспечения охраны и обороны депутатов и здания, где работал Съезд. Это постановление Съезда выполнил исполняющий обязанности министра обороны генерал-полковник Владислав Ачалов, приказав сформировать из числа добровольцев 1-й отдельный Московский добровольческий полк особого назначения, что и было сделано. 24 сентября 1-й ОМДПОН был построен на набережной перед Домом Советов и представлен В. А. Ачалову, А. В. Руцкому и депутатам. Личный состав полка насчитывал более полутора тысяч человек.
7. ↑  Нина Алексеевна Сивова награждена российским орденом Почёта и орденом «За заслуги перед Отечеством» 4-й степени за участие в создании системы российских наград.
8. ↑  Среди известных работ Максима Леонидовича Токарева можно выделить соавторство в работе над сборниками «Загадочная Отечественная война» и «Диверсанты Второй мировой».